# Avant (AVR)
Avant ("adelante" en valenciano) fue un semanario en valenciano editado en Valencia entre el 1930 y 1931 que actuó como portavoz de la Agrupació Valencianista Republicana. Aparecieron 32 números, siendo los últimos distribuidos como hojas gratuitas de propaganda.
Su director fue Adolf Pizcueta y colaboraron en él Francesc Almela, Carles Salvador y Enric Durán. Su línea política era democrática y de izquierda burguesa, y fue enconada defensora de la obtención de un estatuto de autonomía para el País Valenciano.
Con el estallido de la Guerra civil española hubo una segunda época, esta vez como órgano del Partit Valencianista d'Esquerra, formación heredera de la Agrupació Valencianista Republicana.